# Hackensack, New Jersey
Hackensack är en stad i Bergen County i delstaten New Jersey med 43 010 invånare (2010). Hackensack är administrativ huvudort (county seat) i Bergen County.

## Kända personer från Hackensack
- Debby Boone, sångare
- David Grisman, musiker
- Wally Schirra, astronaut
- Joe Lynn Turner, sångare
- William B. Widnall, politiker
- Rachel Zegler, skådespelare
- Gianna "Gigi" Perez, sångare